# Pilimpikou (département)
Pilimpikou est un département et une commune rurale de  la province du Passoré, situé dans la région du Nord au Burkina Faso.

## Géographie

### Démographie
- En 2006, le département comptait 17 277 habitants[1].

## Administration

### Villages
Le département et la commune rurale de Pilimpikou est administrativement composé de huit villages, dont le village chef-lieu homonyme (données de population actualisées issues du recensement général de 2006) :
- Dana (1 129 habitants)
- Kona (3 052 habitants)
- Lantaga (1 508 habitants)
- Nibiella (751 habitants)
- Pilimpikou (6 750 habitants), chef-lieu
- Rakounga (1 836 habitants)
- Sandia (855 habitants)
- Silmiougou (1 396 habitants)